# Сарт-Наурузово
Сарт-Науру́зово (рос. Сарт-Наурузово, башк. Һарт-Наурыз) — присілок у складі Кармаскалинського району Башкортостану, Росія. Входить до складу Прибільської сільської ради.
Населення — 404 особи (2010; 467 в 2002).
Національний склад:
- башкири — 59 %
- татари — 34 %